# Wojciech Rajski

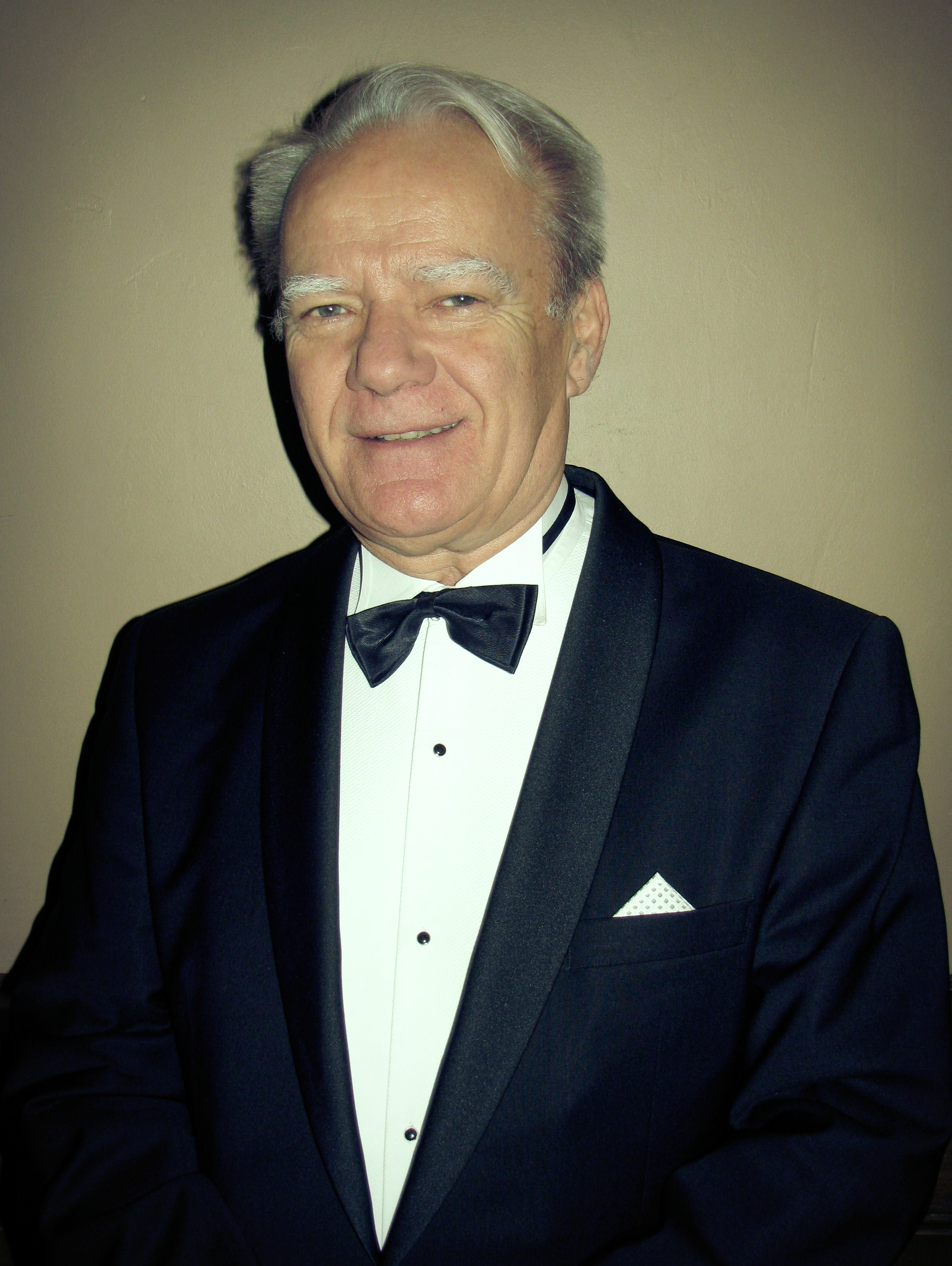
Wojciech Rajski (2016)

Wojciech Józef Rajski (* 9. Juli 1948 in Edwardowo bei Posen) ist ein polnischer Dirigent. Bekannt wurde er in Deutschland als Gründer und künstlerischer Leiter der Polnischen Kammerphilharmonie Sopot. Seit 1998 besetzt er die Professur für Dirigieren und Orchesterleitung an der Hochschule für Musik und Darstellende Kunst Frankfurt am Main.

## Leben
Wojciech Rajski studierte an der Musikakademie Warschau in der Klasse von Bogusław May sowie an der Hochschule für Musik und Tanz Köln mit einem DAAD-Stipendium und besuchte Meisterkurse von Witold Rowicki in Wien.
Von 1971 bis 1978 war er Kapellmeister am Teatr Wielki (Warschau), parallel dazu von 1974 bis 1978 Kapellmeister der Posener Philharmonie. Im Jahr 1978 wurde er Chefdirigent der Posener Philharmonie und wechselte vom Teatr Wielki Warschau nach Bonn als 1. Kapellmeister des Beethoven Orchester Bonn. Beide Anstellungen wurden nach drei Jahren nicht weiter verlängert, und Wojciech Rajski gründete 1982 die Polnische Kammerphilharmonie Sopot, mit der er noch heute eng verbunden ist. Als Leiter dieser Kammerphilharmonie arbeitete er mit Solisten wie Rostropowitsch, Zimerman, Szeryng, Gutman, Geringas zusammen und gastierte viele Male beim Schleswig-Holstein Musik Festival, Mecklenburg-Vorpommern Festival, Braunschweiger Kammermusik-Podium, Rheingau Musik Festival, bei den Europäischen Wochen Passau sowie den Festivals in Evian und Montpellier. Zahlreiche, viel beachtete CD-Einspielungen entstanden, darunter seine Gesamteinspielung der Beethoven-Sinfonien. Seitdem ist er mit der Polnischen Kammerphilharmonie Sopot fest im deutschen Musikleben verankert. Kritiker rühmen immer wieder übereinstimmend den typischen Orchesterklang voller Vitalität, Präzision und Eleganz.
Neben dem Aufbau seiner Kammerphilharmonie wirkte Wojciech Rajski von 1993 bis 2006 parallel auch als erster Gastdirigent des Radio-Sinfonieorchesters Warschau. Seit 1998 besetzt er die Professur für Dirigieren und Orchesterleitung an der Hochschule für Musik und Darstellende Kunst Frankfurt am Main.

## Auszeichnungen
Im Jahr 2014 wurde Wojciech Rajski für den Pommerschen Künstlerpreis (PNA) in der Kategorie „Künstlerische Darbietung“ nominiert als Anerkennung für seine bei Sony Classics veröffentlichte CD „Chopin : Hummel : Mozart“ mit Alexander Krichel und der Polnischen Kammerphilharmonie Sopot.

## Werke (Diskografie)
- Joseph Haydn mit der Polnischen Kammerphilharmonie Sopot. LP Wifon, 1984
- Piotr Czajkowski – Serenada C-dur Op. 48 mit der Polnischen Kammerphilharmonie Sopot. LP Wifon, 1984
- Wolfgang Amadeus Mozart mit der Polnischen Kammerphilharmonie Sopot. LP Wifon, 1985
- Joseph Haydn mit der Polnischen Kammerphilharmonie Sopot. CD Thorofon, 1986
- Karłowicz – Szostakowicz – Górecki mit der Polnischen Kammerphilharmonie Sopot, CD Midas, 1987
- Wolfgang Amadeus Mozart mit der Polnischen Kammerphilharmonie Sopot. CD Thorofon, 1987
- Aleksander Tcherepin mit der Polnischen Kammerphilharmonie Sopot. CD Thorofon, 1988
- Piotr Czajkowski mit der Polnischen Kammerphilharmonie Sopot. CD Thorofon, 1988
- Sinfonien der Vorklassik mit der Polnischen Kammerphilharmonie Sopot. LP/CD Thorofon, 1988
- Chinesische Klavierkonzerte mit der Polnischen Kammerphilharmonie Sopot. CD Thorofon, 1988
- Wolfgang Amadeus Mozart mit der Polnischen Kammerphilharmonie Sopot. LP Thorofon, 1988
- Streicherserenaden mit der Polnischen Kammerphilharmonie Sopot. LP Thorofon, 1988
- Wolfgang Amadeus Mozart mit der Polnischen Kammerphilharmonie Sopot. LP Wifon, 1990
- Fryderyk Chopin mit der Polnischen Kammerphilharmonie Sopot. LP Wifon, 1990
- Fryderyk Chopin mit der Polnischen Kammerphilharmonie Sopot. CD Wizon & Le Chant du Monde, 1990
- Wolfgang Amadeus Mozart mit der Polnischen Kammerphilharmonie Sopot. CD Wifon, 1990
- Koncerty na obój i orkiestrę mit der Polnischen Kammerphilharmonie Sopot. CD Claves, 1990
- Wolfgang Amadeus Mozart mit der Polnischen Kammerphilharmonie Sopot. CD Wifon, 1990
- Johannes Brahms mit der Polnischen Kammerphilharmonie Sopot. CD EMI Classics, 1991
- Richard Strauss mit der Polnischen Kammerphilharmonie Sopot. CD Sonomaster & Bayerischer Rundfunk, 1993
- Saxophonie mit Aleksander Głazunow und der Polnischen Kammerphilharmonie Sopot. CD Melisma Musikproduktion Wiesbaden „Opus“, 1994
- Wolfgang Amadeus Mozart mit der Polnischen Kammerphilharmonie Sopot. CD Claves, 1994
- Wirtuozowska Muzyka Orkiestrowa mit der Polnischen Kammerphilharmonie Sopot. CD Intercord & C. F. Peters, 1994
- Fryderyk Chopin mit der Polnischen Kammerphilharmonie Sopot. CD Mediaphon, 1994
- Gioacchino Rossini mit der Polnischen Kammerphilharmonie Sopot. CD DUX Records, 1994
- Mozart, Haydn – Piano Concertos mit der Polnischen Kammerphilharmonie Sopot. CD Mediaphon, 1995
- Huhn Jagd Königin mit der Polnischen Kammerphilharmonie Sopot. CD Tacet, 1996
- Najpiękniejsze koncerty obojowe mit der Polnischen Kammerphilharmonie Sopot. CD Amati, 1996
- Sinfonien der Vorklassik mit der Polnischen Kammerphilharmonie Sopot. CD Thorofon, CTH 2050, 1996
- Brahms Klarinettensonaten Op. 120 Nr.1-2 mit Meyer und dem RSO Warschau. CD EMI Classics, 1997
- Mensajero Alado – Winged Messenger – Der Beflügelte Bote mit der Polnischen Kammerphilharmonie Sopot. CD 1999
- J.S.Bach – Matthäuspassion mit der Polnischen Kammerphilharmonie Sopot. CD Arte Nova, 1999
- Columpios mit der Polnischen Kammerphilharmonie Sopot. CD Tacet, 2002
- ADAGIO mit der Polnischen Kammerphilharmonie Sopot. CD DUX Records, 2003
- The Tube Only: Violinv mit der Polnischen Kammerphilharmonie Sopot. CD Tacet, 2003
- Beata mit Radomska, Mikolajczyk, Rudnicka, Kryger, Swidzinski, Godlewski, Macias, dem Orchester des Polskie Radio. Live-Mitschnitt des Euroradio-Konzerts vom 22. Mai 2003 im Witold Lutosławski Konzertstudio des Polskie Radio in Warschau. CD Euroradio, 2003
- The Tube Only: Night Music mit der Polnischen Kammerphilharmonie Sopot. CD Tacet, 2004
- Piotruś i Karnawał – opowieść starej sowy mit der Polnischen Kammerphilharmonie Sopot. CD Tacet, 2004
- Chopin mit Trifonov und der Polnischen Kammerphilharmonie Sopot. CD Dux Records, 2011
- Chopin mit Trifonov und der Polnischen Kammerphilharmonie Sopot. CD Dux Records, 2012
- Chopin mit Trifonov und der Polnischen Kammerphilharmonie Sopot. CD Dux Records, Dux 0832, 2013
- Chopin : Hummel : Mozart mit Alexander Krichel und der Polnischen Kammerphilharmonie Sopot. CD Sony Classics, 2013
- Mozart: Oboe Concertos mit Goritzki und der Polnischen Kammerphilharmonie Sopot. claves Records, 2015
- TACET's Beethoven Symphonies. Ludwig van Beethoven Symphonies No. 1-9 Complete Edition mit der Polnischen Kammerphilharmonie Sopot, Gesamtlänge: 333 min. 5CDs TACET Records, Tacet 974, 2016